# Classe Taigei
La classe Taigei (たいげい?, Grande Balena) è una classe di sottomarini d'attacco a propulsione diesel-elettrica che sono entrati in servizio nella Forza marittima di autodifesa del Giappone.

## Storia

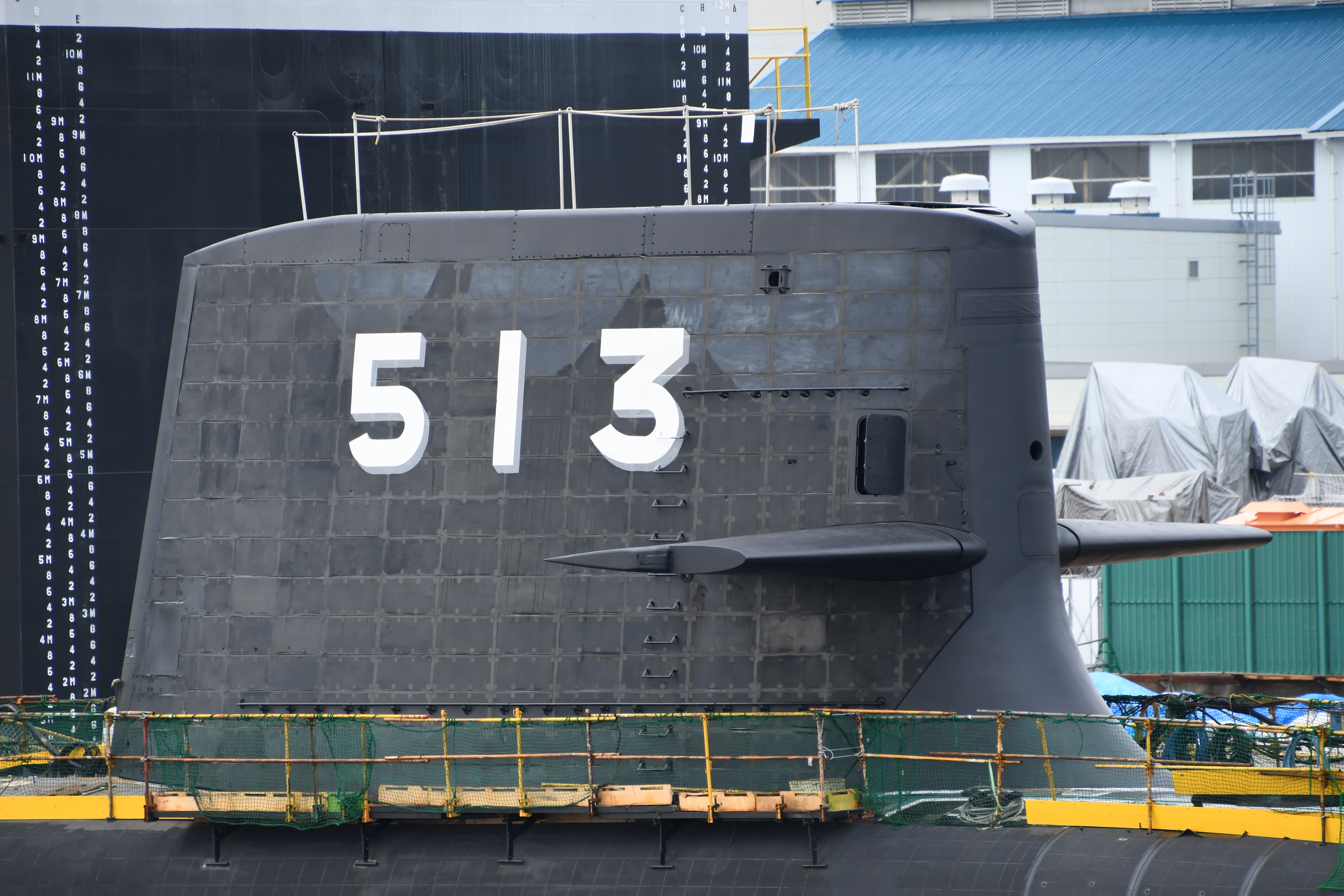
La torre di comando del sottomarino SS-513 Taigei con il rivestimento in materiale anecoico.

All'inizio degli anni duemila la Kaijō Jieitai giapponese, preoccupata per la grande espansione della flotta cinese, ha avviato un piano di potenziamento della propria componente sottomarina con l'acquisizione di unità di nuovo tipo, al fine di contrastare efficacemente la flotta sottomarina cinese. Lo sviluppo di un nuovo tipo di unità sottomarina dalle avanzate caratteristiche fu iniziato a partire dal 2005, e prevedeva lo sviluppo di tutta una gamma di nuovi avanzati sistemi da installare sulle nuove unità. Vennero sviluppati un nuovo sonar array, un innovativo snorkel, un nuovo sistema AIP, e per lo scafo valutati disegni che incorporassero tutte le nuove tecnologie disponibili o in fase di sviluppo. I costi di progettazione furono perciò altissimi, 69,9 miliardi di yen.
Per il loro impiego venne elaborata una strategia nota come logoramento dispersivo della potenza navale (in lingua giapponese kaigun ryoku no sanshōmō), che prevede la penetrazione in profondità dei sottomarini hunter-killer nel Mar Cinese Meridionale con obiettivo primario l'isola di Hainan dove si trova la grande base navale di Yulin, che ospita i sottomarini cinesi, e secondari in zone come l'ovest della penisola di Malacca al fine di favorire la massima dispersione della flotta avversaria. Dopo aver realizzato le ultime due unità della classe Soryu, lo Oryu e il Toryu, dotati di batterie agli ioni di litio con una efficienza otto volte maggiore di quelle al piombo precedentemente utilizzate, la marina giapponese ha avviato i piani di costruzione di una nuova serie di battelli diesel-elettrici denominata classe Taigei (programma 29SS). Essi hanno uno scafo di forma particolare con caratteristiche stealth. Il muso è fortemente inclinato, con le superfici laterali dotate di profilo piatto e angolato al fine di favorire la riflessione e la dispersione delle onde sonore, e lo scafo è ricoperto di materiale anecoico per ridurne la rumorosità.

## Tecnica

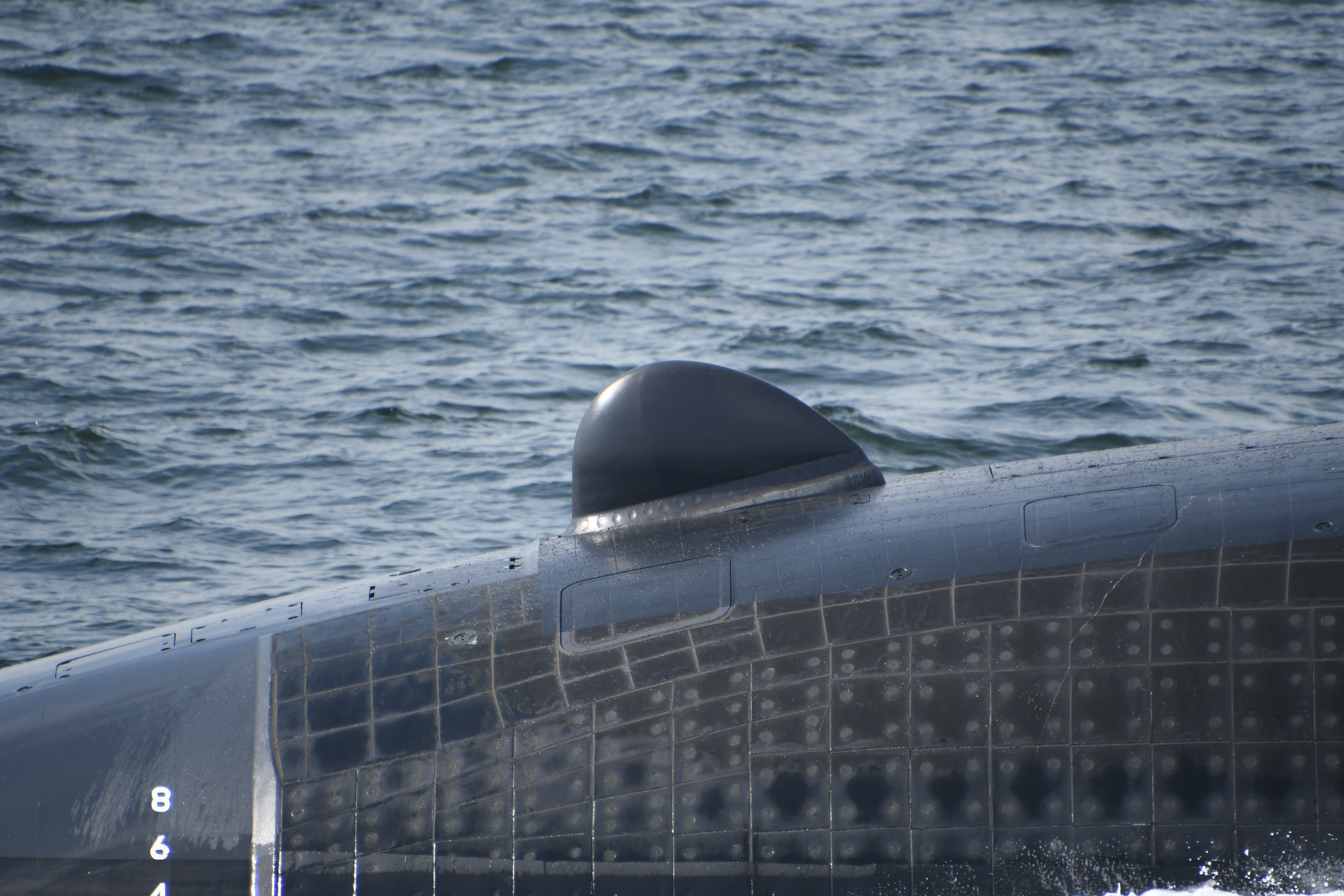
Il dispositivo sonar del Taigei nella parte frontale.

Le unità della classe Taigei hanno un dislocamento standard di 3 000 tonnellate, che sale a circa 4 300 t a pieno carico. La lunghezza è di 84 m, la larghezza di 9,1 m, e il pescaggio è di 10,4 m.  Lo scafo è realizzato in acciaio speciale a elevata resistenza NS120 con caratteristiche amagnetiche, sviluppato e prodotto dall'industria nazionale, non rilevabile dai dispositivi MAD (Magnetic Anomaly Detector), avente un limite di snervamento di 120 kgf/mmq.  La profondità massima raggiungibile è di 800 m.  I piani di coda hanno forma di X, e il loro utilizzo è assistito da un computer che consente una grande manovrabilità. Nonostante sia stato ipotizzato l'utilizzo di un pump-jet, i primi esemplari impiegano un'elica per la propulsione.  
L'apparato propulsivo è costituito da un motore elettrico erogante la potenza di 6 000 CV che consente di raggiungere una velocità massima di 20 nodi (37 km/h) in immersione e 13 nodi (24 km/h) in emersione.  Il motore è alimentato da un gruppo di batterie agli ioni di litio della GS Yuasa di Kyoto dotate di capacità elettrica otto volte superiore a quelle al piombo-acido.  Queste batterie consentono un'autonomia di 3 000 km tra una ricarica e l'altra. È stato installato uno snorkel di nuovo tipo che fornisce un flusso d'aria ottimale per l'alimentazione dei motori diesel dei generatori elettrici. In proposito, i motori diesel sono due Kawasaki 12V25/25SB per i primi tre battelli, mentre per i successivi sono stati adottati due Kawasaki 12V25/31.
La dotazione elettronica comprende un sistema di elaborazione della informazioni OYX-1, un sistema tattico ZQX-12, un radar di scoperta di superficie Japan Radio Company ZPS-6H, e un impianto sonar Oki ZQQ-8.  Per la guerra elettronica è installato un dispositivo NZLR-2.
L'armamento è costituito da sei tubi lanciasiluri HU-606 21 da 533 mm, capaci di lanciare indifferentemente siluri pesanti Type 18 (G-RX6) e Type 89, e missili antinave profondità-superficie UGM-84 Harpoon.

## Impiego operativo

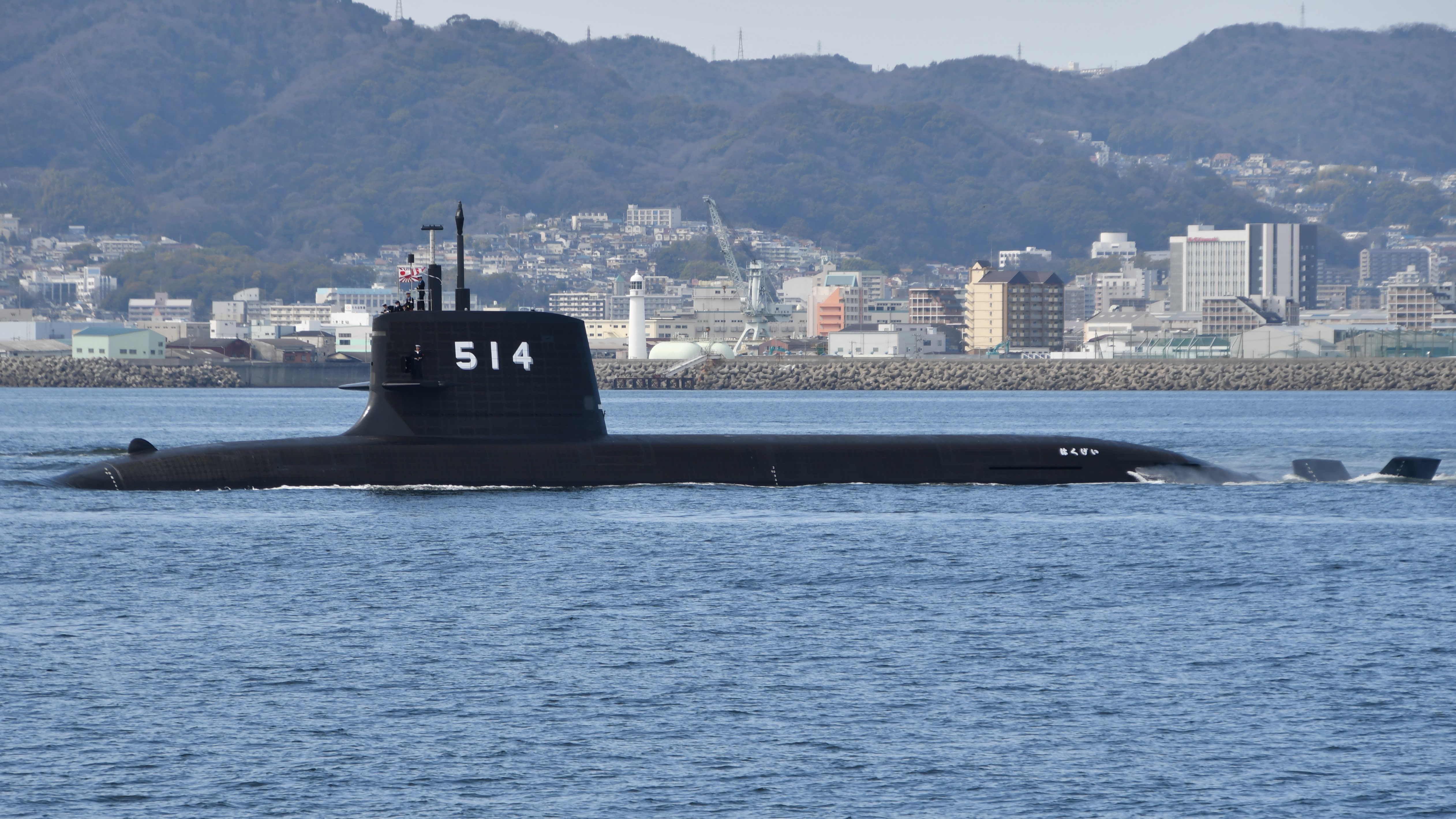
Il sottomarino Hakugei nel porto di Kobe il 20 marzo 2023.

La prima unità della classe, lo SS-513 Taigei, è stata impostata presso il cantiere navale Mitsubishi Heavy Industries di Kōbe, e varata il 14 ottobre 2020 alla presenza del Ministro della Difesa Nobuo Kishi e il Capo di stato maggiore della Forza di Autodifesa Marittima Hiroshi Yamamura. La data di entrata in servizio del battello è stata il 9 marzo 2022, e il suo costo di costruzione è stato di 80 miliardi di yen (758,7 milioni di dollari).  La seconda unità, chiamata Hakugei, è stata impostata presso il cantiere navale Kawasaki Heavy Industries di Kobe il 25 gennaio 2019, e la terza il 24 aprile 2020. Una volta entrati in servizio è previsto che il compito primario di questi sottomarini d'attacco sia la caccia ai sottomarini lanciamissili balistici (SSBN) della flotta cinese.

### Fonti
1. ↑  Martorella 2021, p. 40.
2. ↑  Si Vis Pacem Para Bellum.
3. 1 2  Martorella 2021, p. 45.
4. 1 2 3 4 5 6 7 8 9 10 11 12  Martorella 2021, p. 42.
5. 1 2 3 4 5  Martorella 2021, p. 43.
6. 1 2  Difesaonline.